# Dominik Kubalík
Dominik Kubalík (* 21. August 1995 in Pilsen) ist ein tschechischer Eishockeyspieler, der seit Juli 2025 beim EV Zug aus der Schweizer National League unter Vertrag steht und dort auf der Position des linken Flügelstürmers spielt. Zuvor absolvierte Kubalík unter anderem 366 Spiele für die Chicago Blackhawks, Detroit Red Wings und Ottawa Senators in der National Hockey League (NHL). Sein älterer Bruder Tomáš Kubalík ist ebenfalls professioneller Eishockeyspieler.

## Karriere
Kubalík erlernte das Eishockeyspielen in seiner Geburtsstadt Pilsen beim dort ansässigen Traditionsklub HC Plzeň 1929, für den er zunächst bis zum Ende der Saison 2011/12 in der Nachwuchsabteilung spielte. Bereits als 16-Jähriger war der Flügelstürmer Stammspieler der U20-Auswahl und sammelte in 26 Saisonspielen 20 Scorerpunkte. Im Sommer 2012 wagte Kubalík den nächsten Karriereschritt und wechselte nach der Auswahl im CHL Import Draft zur Spielzeit 2012/13 nach Nordamerika in die kanadische Juniorenliga Ontario Hockey League. Dort lief der Tscheche bis zum Januar 2014 in 112 Spielen für die Sudbury Wolves auf. Anschließend wechselte er innerhalb der Liga im Tausch für seinen Landsmann Radek Faksa zu den Kitchener Rangers. Bei den Rangers endete im Sommer 2014 seine Zeit in Nordamerika, während der er im NHL Entry Draft 2013 in der siebten Runde an 191. Stelle von den Los Angeles Kings aus der National Hockey League ausgewählt worden war.
Zur Spielzeit 2014/15 kehrte Kubalík zu seinem Stammverein nach Pilsen zurück, bei dem ihm der Sprung in die Profimannschaft gelang. Neben 39 Einsätzen für den Klub in der Extraliga lief der Rookie zudem weitere 20-mal für U20-Mannschaft auf und absolvierte auf Leihbasis sechs Spiele in der 1. und 2. Liga. Bereits im folgenden Spieljahr war Kubalík mit 25 Treffern bester Torschütze der Liga. Den Titel des Torschützenkönigs verteidigte er in der Spielzeit 2016/17 mit der Verbesserung auf 29 Tore erfolgreich. Anschließend unterzeichnete der Angreifer im Mai 2017 einen Vertrag beim russischen Klub Salawat Julajew Ufa aus der Kontinentalen Hockey-Liga, der sich seine Transferrechte im KHL Junior Draft 2016 gesichert hatte. Bevor er jedoch ein Spiel für den KHL-Verein absolvierte, wurde er im August desselben Jahres vom Schweizer Klub HC Ambrì-Piotta für die folgenden drei Jahre verpflichtet. Das Management des HCAP lieh den Offensivspieler aus Kostengründen aber umgehend an seinen Ex-Klub nach Plzeň aus, wo Kubalík bis zum November 20 Partien bestritt und mit bis dato 16 Treffern erneut seine Torgefährlichkeit unter Beweis stellte. Anschließend verstärkte er Ambrì-Piotta in der National League und konnte mit dem Team im Playout-Final den Abstieg in die zweitklassige Swiss League abwenden. In der Saison 2018/19 avancierte der Tscheche zum Topscorer der Liga und führte den Klub mit seinen 57 Punkten sowie 25 Toren auf den fünften Tabellenplatz. Am Saisonende erhielt er die Auszeichnungen als bester Stürmer und wertvollster Spieler. Seine bei den Los Angeles Kings befindlichen NHL-Transferrechte wurden zum Jahresbeginn 2019 im Tausch für ein Fünftrunden-Wahlrecht im NHL Entry Draft 2019 von den Chicago Blackhawks erworben. Die Blackhawks statteten den Angreifer schließlich im Mai 2019 mit einem Einstiegsvertrag aus, der vorerst für die Saison 2019/20 gilt. Am 5. Oktober 2019 gab er sein NHL-Debüt für die Blackhawks im Rahmen der NHL Global Series in Prag. Im Verlauf der Spielzeit wurde er im Januar 2020 als NHL-Rookie des Monats ausgezeichnet und beendete die Saison mit 30 Treffern als bester Torschütze aller Rookies. Anschließend wurde er gemeinsam mit Quinn Hughes und Cale Makar für die Calder Memorial Trophy als Neuling des Jahres nominiert, die Makar gewann. Zudem berücksichtigt man ihn im NHL All-Rookie Team. Anschließend unterzeichnete er im Oktober 2020 einen neuen Zweijahresvertrag in Chicago, der ihm ein durchschnittliches Jahresgehalt von 3,7 Millionen US-Dollar einbringen soll.
Nach Erfüllung dessen wechselte er im Juli 2022 als Free Agent zu den Detroit Red Wings, die ihn ebenfalls mit einem Zweijahresvertrag ausstatteten. Diese gaben ihn allerdings bereits im Juli 2023 samt Donovan Sebrango, einem konditionalen Erstrunden-Wahlrecht im NHL Entry Draft 2024 sowie einem weiteren Viertrunden-Wahlrecht für den gleichen Draft an die Ottawa Senators ab, während im Gegenzug Alex DeBrincat nach Detroit wechselte. Hinsichtlich des Erstrunden-Wahlrechts haben die Red Wings die Wahl, ihr eigenes oder das der Boston Bruins (aus dem Tauschgeschäft um Tyler Bertuzzi) an die Senators abzugeben. Nach einem Jahr in Ottawa kehrte Kubalík im September 2024 zum HC Ambrì-Piotta zurück. Mit 52 Scorerpunkten in 56 Einsätzen überzeugte er und war mit 27 Treffern bester Torschütze der Nationalliga-Hauptrunde. Im Sommer 2025 wechselte der Tscheche ligaintern zum EV Zug.

### International
Für sein Heimatland stand Kubalík im Juniorenbereich bei der U18-Junioren-Weltmeisterschaft 2013 sowie der U20-Junioren-Weltmeisterschaft 2015 für die tschechischen Juniorennationalmannschaften auf dem Eis. Seine ersten Einsätze überhaupt hatte der Stürmer bereits in der Saison 2010/11 in der U16-Landesauswahl absolviert. Im Rahmen der beiden Weltmeisterschaftsturniere kam Kubalík zu zehn Einsätzen, in denen er sechsmal punktete. Seinen einzigen Treffer erzielte er dabei für die tschechische U20-Nationalmannschaft.
Sein Debüt in der A-Nationalmannschaft gab der Angreifer im Rahmen der Euro Hockey Tour der Saison 2015/16. Bis zur Nominierung für ein großes internationales Turnier dauerte es allerdings bis ins Jahr 2018 hinein, als er seine Landesfarben sowohl bei den Olympischen Winterspielen 2018 im südkoreanischen Pyeongchang als auch bei der Weltmeisterschaft 2018 in Dänemark vertrat. Weitere Einsätze absolvierte Kubalík bei den Weltmeisterschaften der Jahre 2019, 2021, 2023 und 2024. Dabei wurde er im Jahr 2023 als bester Torschütze ins All-Star-Team gewählt und wurde ein Jahr später mit der Mannschaft Weltmeister.

## Erfolge und Auszeichnungen
| - 2010 Tschechischer U16-Meister mit dem HC Plzeň 1929 - 2016 Bester Torschütze der Extraliga - 2017 Bester Torschütze der Extraliga - 2019 PostFinance Top Scorer - 2019 Wertvollster Spieler der National League | - 2019 Bester Stürmer der National League - 2019 Media-All-Star-Team der National League - 2020 NHL-Rookie des Monats Januar - 2020 NHL All-Rookie Team - 2025 Bester Torschütze der NL-Hauptrunde |

### International
- 2023 Bester Torschütze der Weltmeisterschaft
- 2023 All-Star-Team der Weltmeisterschaft
- 2024 Goldmedaille bei der Weltmeisterschaft

## Karrierestatistik
Stand: Ende der Saison 2024/25

### International
Vertrat Tschechien bei:
| - U18-Junioren-Weltmeisterschaft 2013 - U20-Junioren-Weltmeisterschaft 2015 - Olympischen Winterspielen 2018 - Weltmeisterschaft 2018 | - Weltmeisterschaft 2019 - Weltmeisterschaft 2021 - Weltmeisterschaft 2023 - Weltmeisterschaft 2024 |

(Legende zur Spielerstatistik: Sp oder GP = absolvierte Spiele; T oder G = erzielte Tore; V oder A = erzielte Assists; Pkt oder Pts = erzielte Scorerpunkte; SM oder PIM = erhaltene Strafminuten; +/− = Plus/Minus-Bilanz; PP = erzielte Überzahltore; SH = erzielte Unterzahltore; GW = erzielte Siegtore; 1 Play-downs/Relegation; Kursiv: Statistik nicht vollständig)